# Tét
Tét é uma cidade da Hungria, situada no condado de Győr-Moson-Sopron. Tem 56,36 km² de área e sua população em 2019 foi estimada em 4.097 habitantes.